# Panamá en los Juegos Bolivarianos
Panamá participa en los Juegos Bolivarianos desde la primera edición, realizada en Bogotá en 1938 donde ocupó el segundo puesto, en esta competición del ciclo olímpico solo participan las 6 repúblicas liberadas por Simón Bolívar.
El país está representado ante los Juegos Bolivarianos por el Comité Olímpico de Panamá y fue sede de la séptima edición de los juegos.

## Medallero histórico[1]
| Sede                             | Oro | Plata | Bronce | Total | Posición |
| -------------------------------- | --- | ----- | ------ | ----- | -------- |
| Bogotá 1938                      | 3   | 7     | 3      | 13    | 5/6      |
| Lima 1947-48                     | 15  | 7     | 4      | 26    | 2/6      |
| Caracas 1951                     | 18  | 7     | 12     | 37    | 3/6      |
| Baranquilla 1961                 | 17  | 15    | 36     | 68    | 3/5      |
| Quito y Guayaquil 1965           | 7   | 11    | 7      | 25    | 5/6      |
| Maracaibo 1970                   | 18  | 24    | 29     | 71    | 4/6      |
| Ciudad de Panamá 1973            | 37  | 30    | 45     | 112   | 3/5      |
| La Paz 1977                      | 10  | 7     | 3      | 20    | 6/6      |
| Barquisimeto 1981                | 25  | 22    | 34     | 81    | 3/6      |
| Ambato, Cuenca y Portoviejo 1985 | 12  | 15    | 22     | 49    | 5/6      |
| Maracaibo 1989                   | 3   | 11    | 17     | 31    | 5/6      |
| Santa Cruz y Cochabamba 1993     | 12  | 48    | 80     | 140   | 5/6      |
| Arequipa 1997                    | 2   | 5     | 17     | 24    | 6/6      |
| Ambato 2001                      | 2   | 6     | 13     | 21    | 6/6      |
| Armenia y Pereira 2005           | 2   | 2     | 7      | 11    | 6/6      |
| Sucre 2009                       | 2   | 2     | 7      | 11    | 6/6      |
| Trujillo 2013                    | 6   | 6     | 22     | 34    | 11/11    |
| Santa Marta 2017                 | 2   | 7     | 19     | 28    | 11/11    |
| Valledupar 2022                  | 5   | 8     | 20     | 33    | 9/11     |
| Ayacucho 2024                    | 0   | 1     | 6      | 7     | 10/10    |
| Total                            | 196 | 199   | 350    | 745   | 5/11     |